# Armata (vapenplattform)
Armata (ryska: Армата) är en rysk stridsfordonsplattform, som är tänkt att fungera som bas för stridsvagn, artilleri, luftvärn och som ingenjörsfordon.

## Prestanda
Armata har inslag från prototypstridsvagnen T-95, som ammunitionsutrymme skilt från besättning, kraftfull motor och pansar samt automatisk laddning av kanonen. Stridsvagnen är konstruerad med en skyddskapsel för tremannabesättningen, som är byggd för att motstå en direktträff från nuvarande stridsvagnar.

## Utveckling
Prototyper av tunga bepansrade fordon baserade på Armata presenterades vid försvarsutställning ryska Arms Expo i Nizjnij Tagil i september 2013.
Den nya stridsvagnen utvecklas på Uralvagonzavod i Nizjnij Tagil. De första leveranserna på 12-16 enheter till ryska försvaret planerades till 2015 och därefter massproduktion av 2300 enheter till 2020, men massproduktionen har uteblivit och endast ett fåtal testvagnar har hittills levererats till den ryska armén. 2021 planerade man  att från 2022 börja leverera Armata med totalt 132 stycken T-14 och T-15 i en första serie.

## Varianter
- T-14: Basversionen.
- T-15: Pansarskyttefordon för att transportera och lasta av passagerare/soldater.
- T-16 BREM: Bepansrad version för reparationer, baserad på T-14:s chassi. Standardtornet på T-14 ersätts med en liten fjärrmanövrerad tung kulspruta Kord kaliber 12,7 mm. En kran skyddad framtill med lamellpansar monteras på toppen av skrovets högra sida.